# Gloria Grey
Gloria Grey, rođena kao Marie Dragomanović (23. listopada 1909. – 22. studenog 1947.) američka je glumica hrvatskog podrijetla. Bila je jedna od utjecajnijih holivudskih glumica za vrijeme nijemog filma. Iako je rođena kao Marie Dragomanović uzela je umjetničko ime Gloria Grey. U filmovima je počela glumiti dvadesetih godina dvadesetog stoljeća, u ranom djetinjstvu. Svoju prvu filmsku ulogu ostvarila je u filmu Bag and Baggage iz 1923. godine. Neko je vrijeme radila i djelovala u Argentini te ostvarila glavnu ulogu u filmu Fragata Sarminento. Bila je u braku s Ramonom Romerom. Umrla je 1947. godine u 38. godini života. 

## Vanjske poveznice
- Gloria Grey u internetskoj bazi filmova IMDb-u (engl.)